# الفروع الأذينية للشرايين التاجية
الفروع الأذينية للشرايين التاجية (بالإنجليزية: Atrial branches of coronary arteries)‏‏ هو شريان يتفرعُ من شريان تاجي أيمن.